# 롤란트 볼파르트
롤란트 볼파르트(Roland Wohlfarth, 1963년 1월 11일, 보홀트 ~)는 은퇴한 독일의 축구 선수이다.
그는 1981년에서 1998년까지 분데스리가 현역 선수로, 287경기에 출장하여 120골을 기록하였다. 처음에 볼파르트는 보루시아 보홀트의 유소년 팀에서 축구를 하였고, 이후 MSV 뒤스부르크, FC 바이에른 뮌헨, VfB 라이프치히, VfL 보훔을 거쳤다. 그는 2000년에 부퍼탈 SV 보루시아에서 은퇴하였다. FC 바이에른 뮌헨 시절, 그는 푸스볼-분데스리가를 1985년, 1986년, 1987년, 1989년, 1990년에 우승하였고, 1986년에는 DFB-포칼도 우승하였다.
1986년 DFB-포칼 결승에서, 볼파르트는 VfB 슈투트가르트를 상대로 해트트릭을 기록하였고, 뮌헨의 5-2 완승을 견인하였다.
그는 1986년과 1989년에 두 차례 서독 국가대표팀에서 뛰었다.
바이에른 뮌헨 시절, 그는 메인 스쿼드로 들어가는데 신입생으로 인해 더욱 어려움을 겪었다. 그러나, 이에 굴하지 않고 성공을 거두었으며, 1989년에는 17골로 1991년에는 21골로 분데스리가 최다 득점자가 되었다. 그러나, 그는 국가대표팀 경기에서 단 한골도 기록하지 못하였다.
1995년 2월 16일, 분데스리가의 도핑에 대한 재판에서, 볼파르트가 금지 약물 복용 혐의로 2개월 출장 정지 징계가 내려졌다.